# NetApp
NetApp, Inc. — американская компания, входящая в пятёрку мировых лидеров на рынке дисковых систем хранения данных и решений для хранения и управления информацией. Штаб-квартира — в городе Саннивейл, Калифорния.

## История
NetApp была основана в 1992 году группой инженеров, работавших над системами хранения компании Auspex, Дэвидом Хитцем (англ. David Hitz), Джеймсом Лау (англ. James Lau) и Майклом Малкольмом (англ. Michael Malcolm).
В основу NAS-систем, создаваемых новой компанией, легла разработанная и запатентованная Хитцем и Лау новая структура хранения данных на дисках — файловая система WAFL.
В 1994, NetApp получила финансирование венчурного фонда Sequoia Capital, а в 1995 году осуществила публичное размещение акций. В 2001 году выручка компании достигла $1 млрд, в 2008 году оборот превысил $4 млрд.
В августе 2009, многолетнего CEO компании, Дэна Варменховена (англ. Dan Warmanhoven) сменил на посту CEO Том Джордженс (англ. Tom Georgens).

## Основные приобретения
- 1997 — Internet Middleware (IMC). Кэширующая web-proxy IMC, система, ставшая основой линейки NetCache (права на продукт проданы в 2006 году).
- 2004 — Spinnaker Networks, Inc. Технологии Spinnaker интегрированы в Data ONTAP GX, которая выпущена в 2006, и версию Data ONTAP 8 (объявлена в сентябре 2009).
- 2005 — Alacritus Виртуализационная технология Alacritus была интегрирована в линейку продуктов NetApp NearStore Virtual Tape Library (VTL), представленных в 2006.
- 2005 — Decru. Decru вошла в состав NetApp в 2008 году, выпускает системы потокового шифрования данных (с интерфейсами FC, IP и SCSI). С использованием разработок Decru, компания Brocade разработала шифрующий многопортовый модуль FC для линейки своих FC Director.
- 2006 — Topio. Программное обеспечение репликации, восстановления и защиты данных на базе серверных хост-систем и систем хранения. В составе NetApp развивался в составе линейки продуктов ReplicatorX.
- 2008 — Onaro. ПО управления SAN-инфраструктурой (SANscreen).
- 2011 — Akorri Networks Inc.. ПО анализа и планирования хранения BalancePoint.
- 2011 — Engenio: Бизнес подразделения корпорации LSI (NYSE: LSI) по OEM-производству внешних дисковых систем хранения.

## Основные продажи
- 2006 — линейка продуктов NetCache продана компании Blue Coat Systems, Inc.

## Положение на рынке
По отчетам IDC, NetApp в 2009 году занимает на рынке сетевых систем хранения (NAS) второе место по объёмам поставленного пространства хранения (непосредственно после EMC) с долей, превышающей 18 %. По объёмам продаж на рынке систем хранения данных в 2009 году компания вошла в тройку лидеров, непосредственно за EMC и IBM, показывая самые высокие в отрасли темпы роста доходов (47,4 %).
В категории модульных дисковых массивов среднего и высшего классов (англ. Midrange and High-End Modular Disk Arrays), Gartner несколько лет подряд помещает NetApp в лидирующий квадрант, вместе с такими производителями, как Dell, Hitachi, Sun Microsystems, Hewlett-Packard, IBM, EMC.
Некоторые вендоры предлагают в своем продуктовом портфеле продукцию NetApp по OEM- или Retail-соглашениям. В качестве примера: IBM, DELL, Fujitsu и пр.

## Судебные разбирательства
В период 2006—2010, NetApp и Sun Microsystems были вовлечены во взаимную патентную тяжбу, связанную с кросслицензированным с NetApp пакетом патентов, который получила Sun Microsystems в результате приобретения в 2006 году производителя дисковых и ленточных систем хранения Storagetek. Sun Microsystems подала иск к NetApp с требованием выплатить ей около $36 млн за нарушения своих прав в полученных со Storagetek кросслицензированных патентов, причем в обратном выкупе патентов, ранее принадлежавших Storagetek, NetApp было отказано. Ответным иском NetApp потребовала прекратить нарушение своих прав по ряду патентов, связанных с публикацией исходного кода ZFS. До окончания судебного процесса была невозможна продажа компанией Sun продуктов, использующих файловую систему ZFS. Основой тяжбы является утверждение NetApp, что файловая система ZFS, опубликованная под открытой лицензией CDDL в рамках проекта OpenSolaris, содержит запатентованные NetApp технологии и решения, разработанные NetApp в период 1992—1993 для её файловой системы WAFL.
9 сентября 2010 года компании NetApp и Oracle (ныне владеющая активами Sun) объявили о завершении судебной тяжбы и полном урегулировании взаимных претензий во внесудебном порядке.